# Castel di Casio
Castel di Casio est une commune italienne d'environ 3 500 habitants située dans la ville métropolitaine de Bologne, dans la région Émilie-Romagne, dans le Nord de l'Italie.

## Administration
| Période                                  | Période | Identité | Étiquette | Qualité |
| ---------------------------------------- | ------- | -------- | --------- | ------- |
|                                          |         |          |           |         |
| Les données manquantes sont à compléter. |         |          |           |         |

### Communes limitrophes
Camugnano, Gaggio Montano, Granaglione, Grizzana Morandi, Porretta Terme, Sambuca Pistoiese